# 岩本達明
岩本 達明（いわもと たつあき、1961年9月26日 - ）は、日本の合唱指揮者。元神奈川県立湘南高等学校教員。神奈川県相模原市在住。

## 来歴
1984年、国立音楽大学教育音楽学科第II類（リトミック科）を卒業。大学在学中から数多くの合唱団の指揮者、伴奏者として活躍する。合唱指揮を大谷研二、デーネシュ・サボーに師事。
1987年、トランペット・アルトサックス・ピアノのトリオ「’87新星」を結成し、アンサンブル・ピアニストとして活動。1989年、ポーランドの合唱団「カペラ・クラコヴィエンシス」の招聘実行委員として日本での演奏会を成功させた。それをうけて、年末から翌新年にかけてポーランド・ドイツに合唱指揮者として招待される。1997年、新作オペラ「かわさきふるさとオペラ」の初演指揮者に抜擢される。2002年、三善晃作曲のオペラ「遠い帆」の合唱指揮者として、再演に貢献する。この年から、全日本合唱センターの講師も務める。2009年、神奈川フィルハーモニー管弦楽団の指揮者としてベートーヴェン『第九』を指揮。2011年、伊藤康英編曲『交響的カンタータ「展覧会の絵」』でシエナ・ウインド・オーケストラを指揮する。
現在、合唱指揮者としての活動のほか、各地の合唱講習会講師、コンクールの審査委員も務める。

## 受賞歴
- 第1回川崎音楽賞 聴衆賞（予選・本選）
- 第19回神奈川県合唱曲作曲コンクール 入賞 - 「新しい2つのわらべうた」
- ハンガリー・カンテムス国際合唱コンクール 金賞・グランプリ（1998年、2002年）

## 著書
- 「新しい高校の音楽の教科書」（音楽之友社）
2003年度から使用されている。
- 「合唱エクササイズ リトミック編 やんぱメソッド」(既刊3巻、カワイ出版)